# Węglowice
Węglowice (deutsch Kuhlhausen) ist eine Ortschaft mit einem Schulzenamt der Landgemeinde Wręczyca Wielka im Powiat Kłobucki der Woiwodschaft Schlesien in Polen.

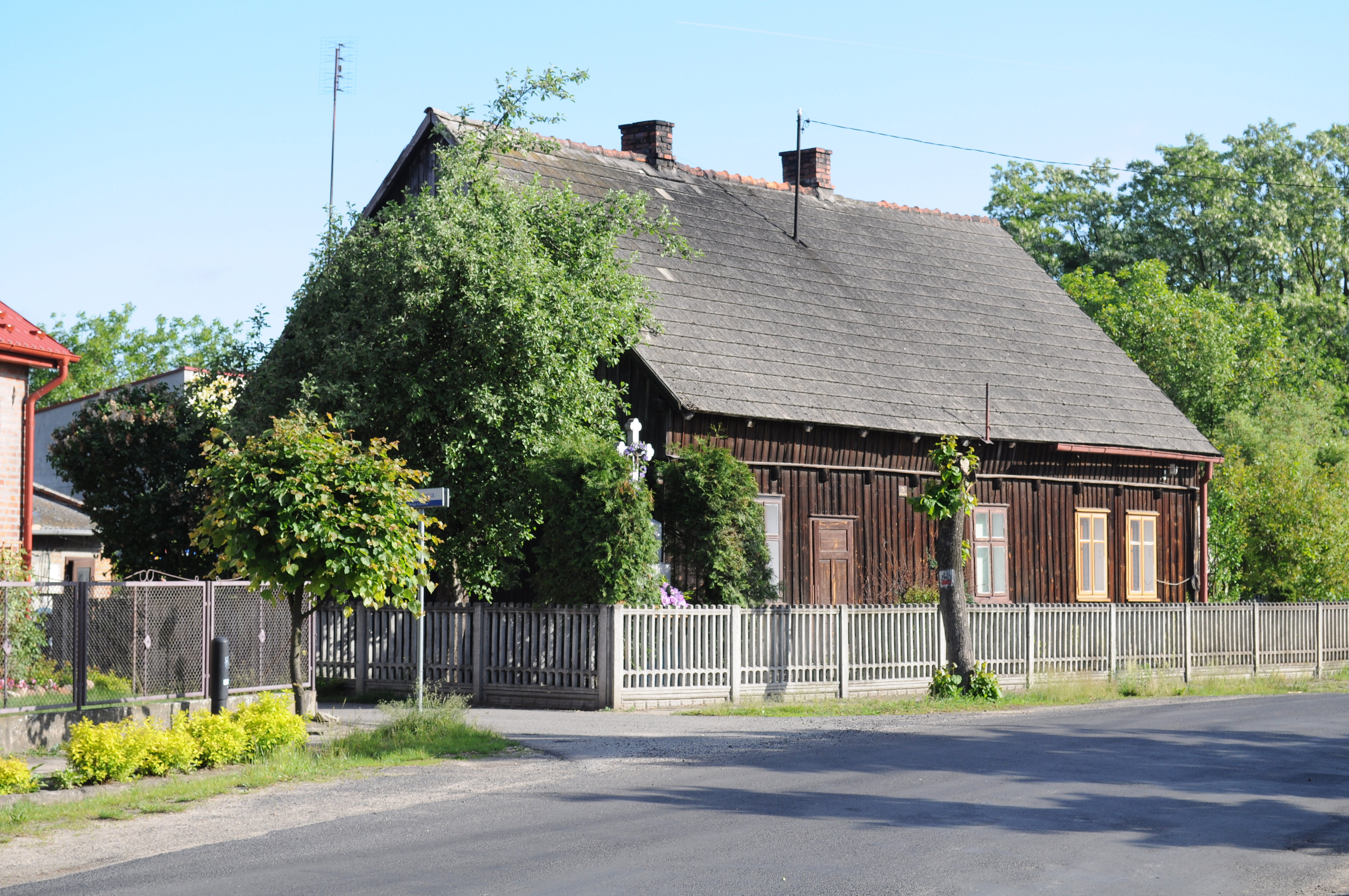
Holzhaus in Węglowice

## Geschichte
Das Dorf wurde im frühen 19. Jahrhundert unter dem Namen Kuhlhausen, in den Gütern der Stadt Krzepice zusammen mit der Kolonie Heilmannswalde/Puszczew unmittelbar im Südosten, durch konfessionell-gemischte deutsche Kolonisten gegründet, als das Gebiet nach der zweiten Teilung Polens von 1793 bis 1807 zu Südpreußen gehörte. 1807 kam Węglowice ins Herzogtum Warschau und 1815 ins neu entstandene russisch beherrschte Kongresspolen. Danach wurden sie zu Węglowice und Puszczew umbenannt. 1827 gab es in Węglowice 27 Häuser mit 256 Einwohnern. Um 1880 hatte die Kolonie 33 Häuser mit 304 Einwohnern und eine Grundschule.
Zunächst gehörten die Protestanten zur Gemeinde in Wieluń, 1846 entstand in Czarny Las eine evangelisch-augsburgische Filialgemeinde. 1854 wurde der Sitz nach Tschenstochau verlegt.
Nach dem Ende des Ersten Weltkriegs kam Węglowice zu Polen und wurde zum Sitz einer Gemeinde im Powiat Częstochowski in der Woiwodschaft Kielce (1919–1939). 1921 deklarierten sich alle 250 Bewohner als polnischer Nationalität, die alle römisch-katholischer Konfession waren. Unterbrochen wurde dies nur durch die Besetzung Polens durch die Wehrmacht im Zweiten Weltkrieg. Es gehörte dann zum Landkreis Blachstädt im Regierungsbezirk Kattowitz in der Provinz Schlesien (seit 1941 Provinz Oberschlesien).
1950 kam es an die Woiwodschaft Katowice. Von 1975 bis 1998 gehörte Węglowice zur Woiwodschaft Częstochowa.